# Alegre Records
Alegre Records là một hãng thu âm có trụ sử tại Thành phố New York chuyên về nhạc latin. Hãng được thành lập vào năm 1956 bởi Al Santiago, người sở hữu một cửa hàng thu âm những năm 1950 tại 8522 Đại lộ Westchester ở The Bronx có tên là Casalegre và được đồng sáng lập bởi doanh nhân quần áo Ben Perlman. Hãng chuyên về nhạc Latinh và có ý nghĩa quan trọng khi giới thiệu các nghệ sĩ như Johnny Pacheco và Tito Puente và là người đầu tiên thu âm một loạt các nghệ sĩ Latinh vĩ đại, từ Johnny Pacheco, Eddie Palmieri, cho tới Willie Colón. Hãng đã được mệnh danh là "Blue Note" của nhạc Latin.
Năm 1960, dàn nhạc đầu tiên của Johnny Pacheco đã ký hợp đồng với hãng đĩa Alegre và album đầu tiên của họ mang tên "Johnny Pacheco y Su Charanga" đã bán được hơn 100.000 bản trong năm đầu tiên và là album bán được nhiều nhất trong lịch sử âm nhạc Latin tính đến thời điểm đó.
Năm 1961, Al Santiago thành lập Alegre All Stars (còn được viết là Alegre All-Stars), để tưởng nhớ các phiên bản nổi tiếng của Jam Sessions ("Descargas Cubanas") vào những năm 1950 thông qua Panart Records. Johnny Pacheco đã nhờ bạn của mình, nghệ sĩ kèn trombone Barry Rogers, chơi với Alegre All-Stars, nơi có nhạc cụ độc đáo gồm sáo, tenor sax và trombone. Fred Weinberg là kỹ sư âm thanh yêu thích của Santiago và hãng cũng đã thu âm cho nhiều nghệ sĩ độc lập.
Năm 1975, hãng đĩa Alegre được bán cho Fania Records.